# Carmarthenshire
Carmarthenshire (Welsh: Sir Gaerfyrddin) is een bestuurlijke graafschap in het zuidwesten van Wales, gelegen in het ceremoniële behouden graafschap Dyfed. Carmarthenshire is tevens een historische graafschap en heeft 178.043 inwoners (2006).

## Plaatsen
- Ammanford
- Bethlehem
- Brynamman
- Burry Port
- Carmarthen (hoofdstad)
- Llanelli
- Llanybydder

## Bezienswaardigheden

### Historisch
- Carreg Cennen Castle
- Dinefwr Castle
- Kidwelly Castle
- Laugharne Castle
- Llansteffan Castle
- Talley Abbey

### Museums
- Carmarthenshire County Museum
- Dolaucothi Gold Mines
- Dylan Thomas Boathouse
- Kidwelly Industrial Museum
- Pendine Museum of Speed (Pendine)

Graafschappen: Anglesey · Carmarthenshire · Ceredigion · Denbighshire · Flintshire · Gwynedd · Monmouthshire · Pembrokeshire · Powys
County boroughs: Blaenau Gwent · Bridgend · Caerphilly · Conwy · Merthyr Tydfil · Neath Port Talbot · Rhondda Cynon Taf · Torfaen · Vale of Glamorgan · Wrexham
Steden: Cardiff · Newport · Swansea
Zie ook: behouden graafschappen (preserved counties) en de historische graafschappen